# 이맛이야
《이맛이야》는 대한민국 종합편성채널인 MBN에서 방영되었던 MBN의 예능 프로그램이다.

## MC
- 권오중
- 신현준
- 이수근

## 동시간대 경쟁 프로그램
- 냉장고를 부탁해 (JTBC)
- EBS 다큐프라임 (EBS 1TV)
- 특집다큐 (OBS)
- 가요무대 (KBS 1TV)
- KBS 월화드라마 학교 2017 (KBS 2TV)
- MBC 월화드라마 왕은 사랑한다 (MBC)
- SBS 월화드라마 조작 (SBS)